# Stupanj (teorija grafova)
Stupanj vrha, pojam iz teorije grafova. Stupanj vrha v u grafu G je broj bridova koji su incidencija s v, pri čemu se petlje broje dva puta.
Stupanj vrha označava se s deg(v). Ako je petlja u vrhu v, tad je deg(v) = 2. Ako je stupanj vrha = 0, vrh nazivamo izoliranim. Ako je stupanj vrha = 1, onda ga nazivamo krajnjim.
Ako su istog stupnja svi vrhovi nekog grafa, za taj graf kažemo da je regularan.